# Himōto! Umaru-chan
Himōto! Umaru-chan (jap. 干物妹!うまるちゃん) – manga autorstwa Sankaku Head, publikowana na łamach magazynu „Shūkan Young Jump” wydawnictwa Shūeisha od marca 2013 do listopada 2017. Na jej podstawie studio Doga Kobo wyprodukowało serial anime, który emitowano między lipcem a wrześniem 2015. Drugi sezon, zatytułowany Himōto! Umaru-chan R, był emitowany od października do grudnia 2017.

## Fabuła
Umaru Doma jest licealistką mieszkającą ze swoim starszym bratem Taiheiem. W szkole Umaru wydaje się idealną uczennicą z nienagannym wyglądem, najlepszymi ocenami i licznymi talentami. Kiedy jednak wraca do domu zmienia się w lenia wielkości dziecka i spędza czas na graniu w gry, czytaniu mang i jedzeniu słodyczy, ku konsternacji Taiheia.

## Bohaterowie
- Umaru Doma (jap. 土間 埋 Doma Umaru)

Seiyū: Aimi Tanaka 
- Taihei Doma (jap. 土間 大平 Doma Taihei)

Seiyū: Kenji Nojima 
- Nana Ebina (jap. 海老名 菜々 Ebina Nana)

Seiyū: Akari Kageyama 
- Sylphynford Tachibana (jap. 橘・シルフィンフォード Tachibana Shirufinfōdo)

Seiyū: Yurina Furukawa 
- Kirie Motoba (jap. 本場 切絵 Motoba Kirie)

Seiyū: Haruka Shiraishi 
- Takeshi Motoba (jap. 本場 猛 Motoba Takeshi)

Seiyū: Hiroki Yasumoto 
- Alex Tachibana (jap. 橘・アレックス Tachibana Arekkusu)

Seiyū: Tetsuya Kakihara 
- Kanau Kongō (jap. 金剛 叶 Kongō Kanau)

Seiyū: Ami Koshimizu 
- Hikari Kongō (jap. 金剛 ヒカリ Kongō Hikari)

Seiyū: Inori Minase 
- Kōichirō Ebina (jap. 海老名 公一郎 Ebina Kōichirō)

Seiyū: Nobuhiko Okamoto 

## Manga
Dwa pierwsze rozdziały mangi po raz pierwszy ukazały się w 2012 roku na łamach miesięcznika „Miracle Jump”: pierwszy w 10 numerze z 16 sierpnia, a drugi w kolejnym numerze z 16 października. Następnie seria została przeniesiona do magazynu „Shūkan Young Jump”, gdzie ukazywała się od 14 marca 2013 do 9 listopada 2017. Manga została także opublikowana w 12 tankōbonach, wydanych między 19 września 2013 a 19 lipca 2018.
Spin-off skupiający się na postaci Nany Ebiny, zatytułowany Akita imokko! Ebina-chan (jap. 秋田妹！えびなちゃん), został opublikowany na stronie Niconico Seiga i innych platformach po tym, jak zajął pierwsze miejsce w ankiecie popularności na stronie. Sequel, zatytułowany Himōto! Umaru-chan G ukazywał się od 30 listopada 2017 do 19 kwietnia 2018.
| Nr | Data wydania (język japoński) | ISBN (język japoński)  |
| -- | ----------------------------- | ---------------------- |
| 1  | 19 września 2013              | ISBN 978-4-08-879706-9 |
| 2  | 19 grudnia 2013               | ISBN 978-4-08-879722-9 |
| 3  | 19 czerwca 2014               | ISBN 978-4-08-879861-5 |
| 4  | 19 grudnia 2014               | ISBN 978-4-08-890083-4 |
| 5  | 19 marca 2015                 | ISBN 978-4-08-890175-6 |
| 6  | 19 czerwca 2015               | ISBN 978-4-08-890207-4 |
| 7  | 19 października 2015          | ISBN 978-4-08-890268-5 |
| 8  | 18 marca 2016                 | ISBN 978-4-08-890370-5 |
| 9  | 18 listopada 2016             | ISBN 978-4-08-890479-5 |
| 10 | 19 kwietnia 2017              | ISBN 978-4-08-890630-0 |
| 11 | 19 września 2017              | ISBN 978-4-08-890740-6 |
| 12 | 19 grudnia 2017               | ISBN 978-4-08-890821-2 |
| G1 | 19 lipca 2018                 | ISBN 978-4-08-891043-7 |

## Anime
Adaptacja w formie telewizyjnego serialu anime została wyprodukowana przez studio Doga Kobo. Seria została wyreżyserowana przez Masahiko Ōtę i napisana przez Takashiego Aoshimę, postacie zaprojektowała Aya Takano, a dźwięk wyreżyserował Yasunori Ebina. Anime było emitowane w stacji ABC od 9 lipca do 24 września 2015 i transmitowane na całym świecie za pośrednictwem serwisu Crunchyroll. Odcinek OVA został dołączony do 7. tomu mangi wydanego 19 października 2015 roku, kolejny zaś został wydany wraz z 10. tomem, który ukazał się 19 kwietnia 2017.
W 20 numerze magazynu „Shūkan Young Jump” z 2017 roku, zapowiedziano powstanie drugiego sezonu anime zatytułowanego Himōto! Umaru-chan R. Animacją ponownie zajęło się studio Doga Kobo, a członkowie personelu powrócili do prac nad serialem. Seria ta była emitowana od 8 października do 24 grudnia 2017 w AT-X, a później także w innych stacjach.

### Ścieżka dźwiękowa
| Nr             | Tytuł                                                                | Wykonawcy                                                       | Źródło   |
| Czołówka       | Czołówka                                                             | Czołówka                                                        | Czołówka |
| -------------- | -------------------------------------------------------------------- | --------------------------------------------------------------- | -------- |
| 1              | „Kakushin-teki metamarufōze!” (jap. かくしん的☆めたまるふぉ〜ぜっ！) | Aimi Tanaka                                                     | [ 37 ]   |
| 2              | „Nimensei ura omote Life!” (jap. にめんせい☆ウラオモテライフ！)      | Aimi Tanaka                                                     | [ 38 ]   |
| Napisy końcowe |                                                                      |                                                                 |          |
| 1              | „Hidamari Days” (jap. ひだまりデイズ)                                | Aimi Tanaka, Akari Kageyama, Haruka Shiraishi i Yurina Furukawa | [ 2 ]    |
| 2              | „Umarun taisō” (jap. うまるん体操)                                   | Sisters (妹S)                                                   | [ 35 ]   |

## Gra komputerowa
Symulator wychowywania siostry, stworzony przez FuRyu, zatytułowany Himōto! Umaru-chan: Himōto! Ikusei keikaku (jap. 干物妹！うまるちゃん ～干物妹！育成計画～), został wydany 3 grudnia 2015 na konsolę PlayStation Vita.

## Odbiór
W listopadzie 2015 manga liczyła 2,2 mln egzemplarzy w obiegu, natomiast w marcu 2017 liczba ta wzrosła ponad 2,7 mln sztuk.